# Saint-Sylvestre-Cappel
Saint-Sylvestre-Cappel – miejscowość i gmina we Francji, w regionie Hauts-de-France, w departamencie Nord.
Według danych na rok 1990 gminę zamieszkiwało 1019 osób, a gęstość zaludnienia wynosiła 125 osób/km² (wśród 1549 gmin regionu Nord-Pas-de-Calais Saint-Sylvestre-Cappel plasuje się na 554. miejscu pod względem liczby ludności, natomiast pod względem powierzchni na miejscu 441.).